# Ràixid ibn Muhàmmad
Ràixid ibn Muhàmmad ibn Thàbit (àrab: راشد بن محمد بن ثابت, Rāxid b. Muḥammad b. Ṯābit) fou emir dels Awlad Mandil del Chelif.
Els abdalwadites havien aconseguit imposar el seu domini als maghrawes vers el 1295. Mort a Fes l'emir Thàbit ibn Mandil, el seu fill segon, Ràixid ibn Thàbit, va continuar les gestions amb el sultà marínida Yússuf ibn Yaqub, que estava en guerra amb els abdalwadites. Yússuf es va casar amb la seva neboda, filla de Muhàmmad ibn Thabit ibn Mandil i el 1299, durant el setge de Tlemcen, van restaurar l'emirat i el van donar a Úmar ibn Wíghran ibn Mandil (vers 1299-1303).
El germà de l'esposa del sultà marínida, Rashid ibn Muhammad ibn Thabit, esperava ser l'escollit, i decebut, es va posar al servei de l'emir hàfsida de Bugia Abu-Zakariyyà Yahya III amb ajut del qual es va revoltar a la Mitija; va aconseguir el suport de les tribus maghrawes i es va produir un aixecament a Mazuna, sent enderrocar a Umar que va morir a la lluita (vers 1303). Rashid ibn Muhammad va agafar la direcció dels maghrawes com a vassall hàfsida.
Rashid va deixar una forta guarnició a Mazuna i es va fer fort a les muntanyes dels banu Bu Said (entre Mazuna i Ténès) i va fer actes constants de guerrilla contra els abdalwadites. Fins al 1305 els abdalwadites no van poder recuperar Mazuna i a costa de gran pèrdues. Rashid es va retirar a les muntanyes de la Mitija. El 1306 els marínides van aixecar el setge de Tlemcen i el 1307 es va signar el tractat de pau que establia que els abdalwadites havien de recuperar tots els territoris que els marínides els havien arrabassat. Rashid va aprofitar aquest moment per atacar Miliana, abandonada pels marínides, però els abdalwadites foren més ràpids i se li van avançar; el mateix 1307, en part en revenja pel suport dels maghrawes a l'atac i setge marínida a Tlemcen, l'emir abdalwadita Abu-Zayyan I va fer una expedició contra els maghrawes, que després va continuar el sultà Abu Hammu I (1308-1318). En aquestes expedicions les viles de la vall del Chelif foren sotmeses per les forces abdalwadites i s'hi van instal·lar governadors obligant als maghrawes a fugir a les muntanyes però els atacants, exhaustes, van acceptar deixar tranquil a Rashid quan aquest va demanar la pau.
Rashid va renunciar temporalment a l'ofensiva i el 1308 es va aliar amb Abu-l-Baqà Khàlid, emir hàfsida de Bugia (on el 1301 havia succeït al seu pare Abu-Zakariyyà Yahya) i després emir hàfsida de Tunis (1309-1312); va entrar a la coalició l'emir dels sanhadja. Però uns dos anys més tard l'aliança es va enfonsar amb la mort de Rashid en un enfrontament personal amb el nou emir dels sanhadja. Els maghrawa es van desbandar i alguns van emigrar a Ifríqiya i altres a l'Àndalus. El fill de Rashid, encara jove, Alí ibn Ràixid, es va posar en seguretat amb la seva tia, esposa del sultà marínida de Fes, on el va seguir també un nombrós grup de maghrawes que es van barrejar amb les tribus marínides.